# 大皮波行政區

大皮波行政區

大皮波行政區（英語：Greater Pibor Administrative Area）是南蘇丹的行政區之一，位在該國東部。2015-2020年間為波馬州。人口326,202人（2020年），首府皮波，下轄7郡。

## 行政區劃
下轄7郡：
- Kubal County
- Pibor County
- Zertet County
- Lekuangole County
- Boma County
- Pochalla South
- Pochalla North